# (34804) 2001 SP67
2001 SP67 (asteroide 34804) é um asteroide da cintura principal. Possui uma excentricidade de 0.08972670 e uma inclinação de 16.45437º.
Este asteroide foi descoberto no dia 17 de setembro de 2001 por LINEAR em Socorro.